# Nautische almanak

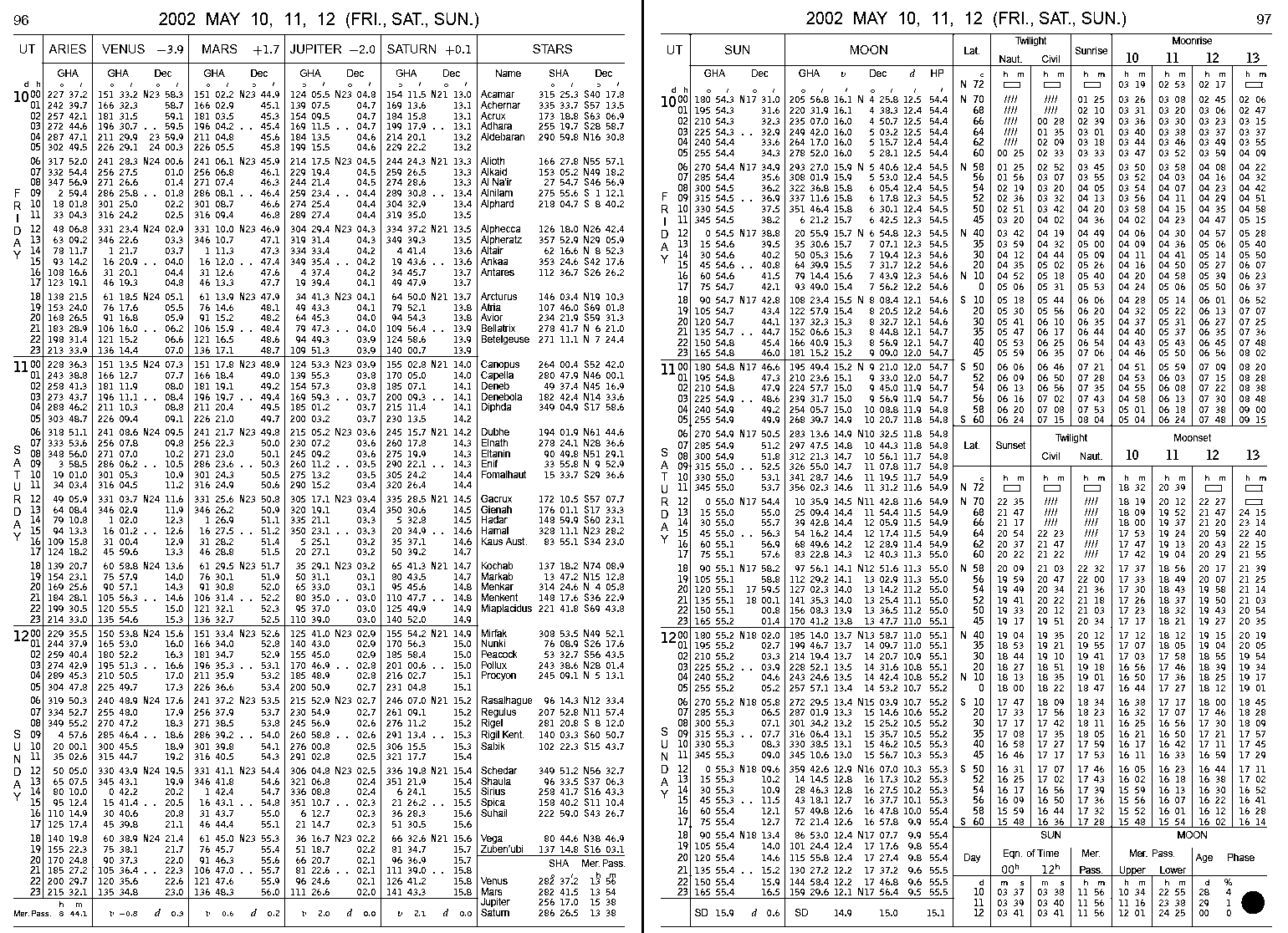
Twee pagina's uit de Nautical Almanac van 2002

Een nautische almanak is een jaarlijks uitgegeven boek met tabellen met astronomische gegevens ten behoeve van navigatie in de scheepvaart.

## Gebruik
Er is altijd een punt op aarde waar de zon in het zenit staat. Dit geldt ook voor alle andere hemellichamen. Omdat de hemellichamen regelmatige bewegingen beschrijven, is bekend op welke plaats op aarde de zenitale zonnestand voorkomt, elk jaar opnieuw. Deze informatie is de basis voor de tabellen van een nautische almanak. 
De bemanning van een schip kan de hoogte en richting van een hemellichaam meten. De hoogte (uitgedrukt in graden) kan worden gemeten met een sextant. De richting kan worden gemeten met een kompas. De gemeten hoogte geeft de afstand tot het punt op aarde waar de zon in zenit staat. In de nautische almanak staat voor elk tijdstip de lengtegraad en breedtegraad van dat punt en samen met de richting kan de positie van de waarnemer worden uitgerekend. Deze positie wordt ook uitgedrukt in een lengtegraad en een breedtegraad.